# Командный чемпионат СССР по спидвею 1974

## Класс «А»
| М | Команда                    | Матч | Очки |
| - | -------------------------- | ---- | ---- |
| 1 | «Турбина», г. Балаково     | 14   | 24   |
| 2 | «Восток», г. Владивосток   | 14   | 21   |
| 3 | «Башкирия», г. Уфа         | 14   | 19   |
| 4 | «Жигули», г. Тольятти      | 14   | 16   |
| 5 | «Сибирь», г. Новосибирск   | 14   | 14   |
| 6 | «Нева», г. Ленинград       | 14   | 8    |
| 7 | «Автомобилист», г. Донецк  | 14   | 8    |
| 8 | «Локомотив», г. Даугавпилс | 14   | 2    |

## Класс «Б»

### Финал
| М | Команда                | Матч | Очки |
| - | ---------------------- | ---- | ---- |
| 1 | «Кузбасс», г. Кемерово |      |      |
| 2 | «Карпаты», г. Львов    |      |      |

### 1 зона
| М | Команда                 | Матч | Очки |
| - | ----------------------- | ---- | ---- |
| 1 | «Карпаты», г. Львов     | 14   | 27   |
| 2 | «Масис», г. Ереван      | 14   | 24   |
| 3 | «Радуга», г. Ровно      | 14   | 17   |
| 4 | «Тайфун», г. Элиста     | 14   | 12   |
| 5 | «Электрон», г. Черкесск | 14   | 12   |
| 6 | «Лтава», г. Полтава     | 14   | 10   |
| 7 | «Колос», г. Зеленокумск | 14   | 6    |
| 8 | «Восход», г. Вознесенск | 14   | 4    |

### 2 зона
| М | Команда                    | Матч | Очки |
| - | -------------------------- | ---- | ---- |
| 1 | «Кузбасс», г. Кемерово     | 12   | 20   |
| 2 | «Салават», г. Салават      | 12   | 17   |
| 3 | «Урал», г. Стерлитамак     | 12   | 13   |
| 4 | «Нефтяник», г. Октябрьский | 12   | 12   |
| 5 | «Урожай», г. Мелеуз        | 12   | 8    |
| 6 | «Центр», г. Москва         | 12   | 8    |
| 7 | «Вятка», г. Вятские Поляны | 12   | 6    |

## Медалисты
| «Турбина», г. Балаково   | Вл. Гордеев, Вал. Гордеев, М.Краснов, В.Никипелов, В.Кубанов, В.Калмыков, А.Миклашевский, А.Ухов, С.Дюжев, С.Денисов                |
| «Восток», г. Владивосток | А.Павлов, В.Заплешный, О.Галяутдинов, В.Зиганшин, В.Михайленко, С.Гаврилов, С.Виговский, В.Нестеров, Р.Черненко, Ю.Еремин, А.Лакиза |
| «Башкирия», г. Уфа       | Г.Куриленко, В.Дагаев, Н.Корнев, Ш.Нигматуллин, М.Старостин, О.Рахимов, И.Токмаков, Н.Кизимов, В.Селиванов                          |